# Nadine Faustin-Parker
Nadine Faustin-Parker (Brussel, 14 april 1976) is een Haïtiaanse atlete, die is gespecialiseerd in de sprint en het hordelopen. Ze nam driemaal deel aan de Olympische Zomerspelen, maar wist zich nimmer te plaatsen voor de finales.

## Biografie
Nadine Faustin is van Haïtiaanse afkomst. Ze is geboren in Brussel, waar haar ouders op dat moment studeerden. Ze heeft een oudere zus en een jongere broer.
Ze groeide op op Long Island. Ze zat op de Herricks High School, waarvoor ze meedeed aan sprintwedstrijden. Ze haalde een eerste plaats op de 55 meter in de Colgate Women's Games in Madison Square Garden. Omdat ze vond dat de concurrentie als sprintster in New York te groot was, besloot ze om zich ook toe te leggen op de horden. Nadat ze een blessure opdeed bij een volleybaltraining bleek dat ze aan de Ziekte van Osgood-Schlatter leed. Hierdoor heeft ze 3 maanden met een orthese gelopen.
Een vriend bracht haar in contact met coach Curtis Frye van de Universiteit van North Carolina in Chapel Hill. Daar studeerde ze lichamelijke opvoeding tot 1999. Na haar afstuderen werd ze gecoacht door Trevor Graham.
Tot en met het indoorseizoen van 1999 kwam zij uit voor de Verenigde Staten. In dat jaar werd zij samen met Dudley Dorival benaderd door de Haïtiaanse sportbond om voor Haïti uit te komen. Dit deed zij vanaf het Wereldkampioenschap van 1999.
In 2001 kreeg ze een aanbieding om in Parijs te trainen. Ze kreeg echter weinig ondersteuning, ook financieel niet. Ze keerde terug naar de Verenigde Staten en werkte als lerares lichamelijke opvoeding in New Jersey. In oktober 2003 keerde ze terug naar North Carolina om opnieuw met Graham te trainen. Vanaf 2004 wordt ze getraind door Anthony Parker, assistent van Graham. Hij zou later haar man worden. Naast haar sport werkt ze op de atletiekafdeling van de Universiteit van North Carolina.

## Internationale wedstrijden
Op de 100 meter horden haalde ze een bronzen medaille op de Centraal-Amerikaanse en Caraïbische Spelen van 2002, en een zilveren medaille op de Centraal-Amerikaanse en Caraïbische Spelen van 2006. Verder deed ze mee aan de Wereldkampioenschappen van 1999, 2001, 2003 en 2005 en de Wereldkampioenschappen Indoor van 2001, 2003, 2004 en 2006.
Ze deed mee aan de Olympische Spelen van 2000, 2004 en 2008. Een aantal weken voor de Spelen van 2000 kreeg ze een blessure. Tijdens de Spelen van 2004 liep ze met 12,74 s een nationaal record voor Haïti.

## Persoonlijke records
Outdoor
| Onderdeel    | Prestatie               | Datum            | Plaats   |
| ------------ | ----------------------- | ---------------- | -------- |
| 100 m        | 11,37 s (+0,2 m/s)      | 21 mei 2000      | Cayenne  |
| 200 m        | 24,12 s (+0,7 m/s)      | 3 mei 2005       | Shizuoka |
| 100 m horden | 12,74 s (+1,7 m/s) (NR) | 23 augustus 2004 | Athene   |

Indoor
| Onderdeel   | Prestatie   | Datum            | Plaats       |
| ----------- | ----------- | ---------------- | ------------ |
| 50 m        | 6,49 s (NR) | 12 januari 2002  | Saskatoon    |
| 60 m        | 7,50 s      | 14 januari 2006  | Chapel Hill  |
| 200 m       | 24,46 s     | 13 februari 1999 | Blacksburg   |
| 55 m horden | 7,69 s      | 13 maart 1998    | Indianapolis |
| 60 m horden | 7,99 s (NR) | 17 februari 2006 | Düsseldorf   |